# اویاتکا

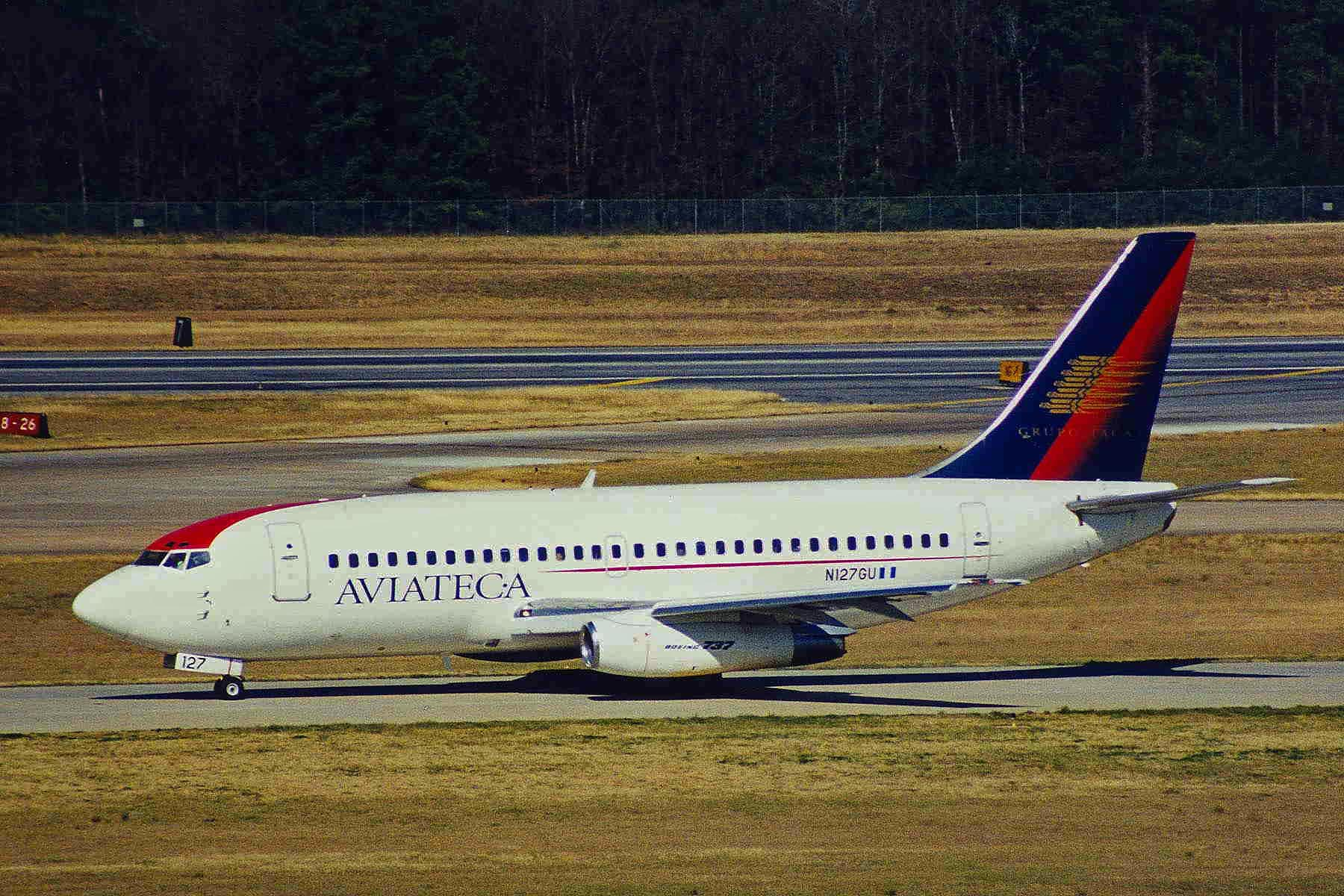
هواپیمای بوئینگ ۷۳۷ متعلق به اویاتکا

اویاتکا (به انگلیسی: Aviateca) شرکت هواپیمایی حامل پرچم گواتمالا است، که در سال ۱۹۳۹ تأسیس شد و در حال حاضر به عنوان شرکت تابعه‌ای از اویانکا، روزانه به ۱۰ مقصد پروازهای مستقیم دارد.
دفتر مرکزی شرکت اویاتکا در شهر گواتمالاسیتی، گواتمالا قرار دارد و فرودگاه بین‌المللی لا آررا و فرودگاه بین‌المللی موندو مایا، قطب‌های این شرکت هواپیمایی به‌شمار می‌آیند.